# Tomasi di Lampedusa
Tomasi di Lampedusa ist der Name eines der bedeutendsten Adelsgeschlechter Siziliens.

## Geschichte

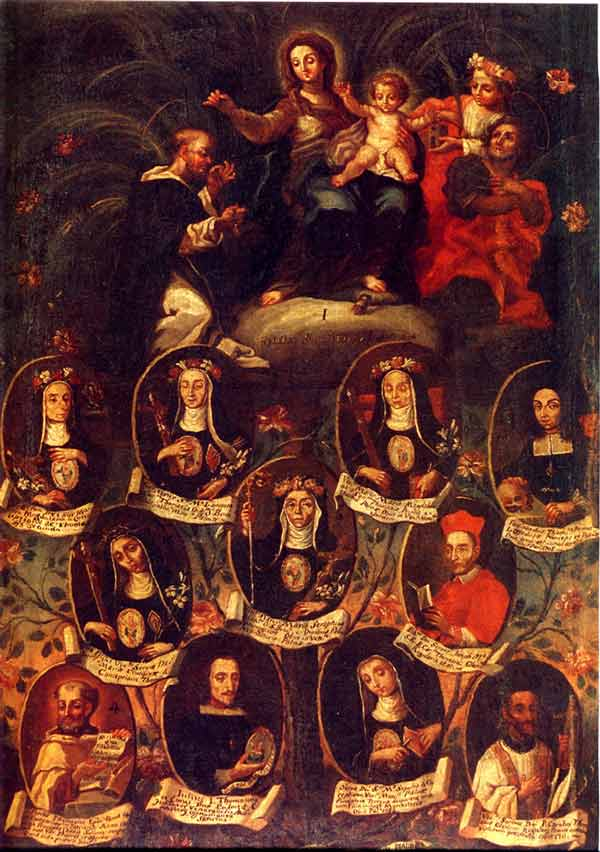
Elf „heilige“ Familienmitglieder auf einem Gemälde des 18. Jahrhunderts, Giuseppe Maria als Kardinal in roter Tracht

Der legendäre Stammvater der Familie ist ein Thomaso, genannt „der Leopard“, General und Kommandant der kaiserlichen Garde des byzantinischen Kaisers Tiberios I. und Ehemann von dessen Tochter Irene. Nachweise für die Familie finden sich zwischen dem 7. und 12. Jahrhundert in Ancona, ab dem 12. Jahrhundert auch in Siena. 
Der 1558 in Capua geborene Mario di Tomasi gelangte im Gefolge Marcantonio Colonnas, der von Philipp II. zum Vizekönig von Sizilien ernannt worden war, nach Palermo. Er heiratete 1583 die Witwe Francesca Caro d’Aragona († 1632), Baronin von Montechiaro und Lampedusa, die große Ländereien in den Familienbesitz einbrachte, darunter die Insel Lampedusa. Ihr Erbe begründete den Reichtum der Familie. Der Sohn von Mario di Tomasi und Francesca Caro d’Aragona, Ferdinando Tomasi, starb, erst 18-jährig, im Jahre 1615. Daraufhin setzte dessen gleichnamiger Onkel, Ferdinando Tomasi Caro (1559–1634), der jüngere Bruder von Ferdinando Tomasi, die Linie im Mannesstamm fort.
Unter Ferdinando Tomasi Caros Söhnen, den Zwillingen Carlo Luca (1613–1675) und Giulio Vincenzo Tomasi (1613–1669), erfuhr die Familie einen doppelten, bedeutenden Aufstieg: Carlo wurde Herzog von Palma. Giulio erhielt den Titel eines Fürsten von Lampedusa. Er wurde zum Stammvater der sich fortan Tomasi di Lampedusa nennenden Familie.
Bis zum Beginn des 19. Jahrhunderts herrschte in Sizilien ein Feudalsystem; die Verheiratung innerhalb des sizilianischen Hochadels, der zum Ende des 18. Jahrhunderts etwa 2.300 Titelträger hatte, vergrößerte die umfangreichen Latifundien der Familien. Wie auch die anderen Familien lebten die Tomasi in der Inselhauptstadt Palermo und betätigten sich in Diplomatie, Politik und Gesellschaft.
Kennzeichnend für die Familie Tomasi war alle Generationen hindurch ihre Religiosität und ihr starkes Engagement für die katholische Kirche.

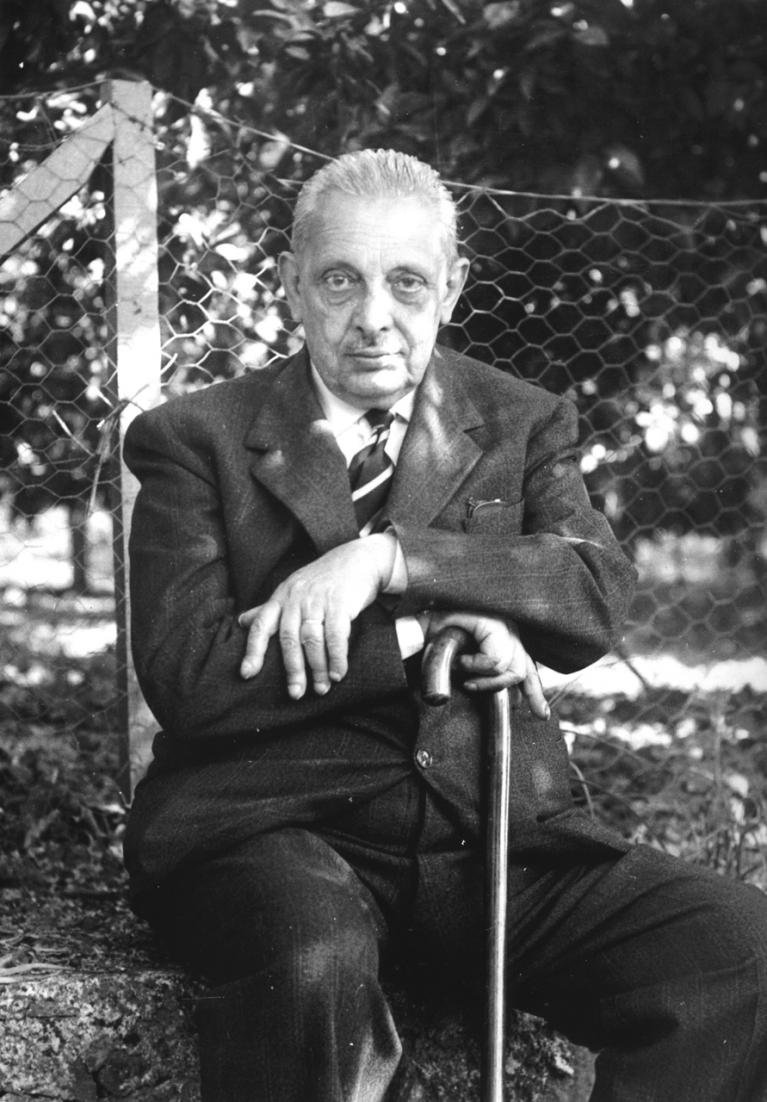
Giuseppe Tomasi di Lampedusa (1896–1957), Schriftsteller

Giuseppe Tomasi di Lampedusa, der vorletzte Principe di Lampedusa, Duca di Palma und Baron di Montechiaro e Franconeri, beschreibt in seinem einzigen, 1958 posthum erschienenen Roman Der Leopard den wirtschaftlichen und politischen Niedergang der Familie und den Aufstieg des sizilianischen Bürgertums. Durch dessen Verfilmung als Der Leopard von Graf Luchino Visconti wurde die Familie Tomasi di Lampedusa einem weltweiten Publikum bekannt.
Das Adelsgeschlecht der Tomasi di Lampedusa erlosch 1962 im Mannesstamm mit Giuseppes Onkel Pietro Paolo Tomasi, Marchese della Torretta (1873–1962), Präsident des italienischen Senats von 1944 bis 1946, der seinem Neffen 1957 als letzter Titularfürst von Lampedusa und Herzog von Palma gefolgt war.
Der Palazzo Lampedusa, der Stadtpalast der Tomasi di Lampedusa in Palermo (via Lampedusa 17), wurde durch die U.S. Air Force beim Bomberangriff am 5. April 1943 zerstört.
Die Tomasi di Lampedusa gehörten neben den Alliata, Filangeri, Gravina, Lancia, Moncada, Notarbartolo, Paternò, Spucches, Stagno, Valguarnera und Ventimiglia zu den großen Fürstenhäusern Siziliens, die nach dem berühmten Roman von Giuseppe Tomasi di Lampedusa bisweilen als Die Leoparden bezeichnet werden.

## Bekannte Familienmitglieder
- Carlo Luca (1613–1675) gründete aufgrund einer von König Philipps IV. 1637 erteilten „licentia populandi“ (Ansiedlungsvollmacht) im selben Jahr die barocke Planstadt Palma. 1638 verlieh ihm der König daraufhin den Titel eines Herzogs von Palma. Schon 1640 legte er den Herzogstitel ab und trat dem Theatiner-Orden bei.[1] Er zog nach Rom, widmete sich der Theologie und verfasste zahlreiche Heiligenviten sowie philosophische und theologische Schriften.
- Giulio Vincenzo Tomasi (1613–1669), der Zwillingsbruder Carlos, übernahm, als dieser das Ordensleben wählte, dessen Besitz und führte fortan dessen Titel Herzog von Palma. 1640 heiratete er Rosalia Traina e Drago (1625–1692). 1667 verlieh ihm die Regentin Maria Anna den Titel eines Fürsten von Lampedusa, benannt nach dem von der Schwägerin seines Vaters eingebrachten Erbe. Giulio Vincenzo Tomasi, Herzog von Palma und Fürsten von Lampedusa, zog sich 1655 in ein privates Kloster in seinem Herzogspalast zurück. Dieser Schritt trug ihm den Beinamen il Duca Santo („der heilige Herzog“) ein. Seine Frau zog sich 1661 in ein Benediktinerinnenkloster zurück. Auch die vier Töchter von Giulio Tomasi und Rosalia Traina nahmen allesamt den Schleier.
- Giulios und Rosalia zweiter Sohn (der erste war als Säugling gestorben), Giuseppe Maria Tomasi (1649–1713) war der bedeutendste Kleriker aus der Familie. Er trat den Theatinern bei und wurde 1712 zum Kardinal ernannt. 1986 sprach Papst Johannes Paul II. ihn heilig.
- Giulios und Rosalia zweiter Sohn Ferdinando I. Tomasi (1651–1672) setzte als zweiter Fürst von Lampedusa die Linie fort. Aufgrund seiner Frömmigkeit wurde er Il Principe Santo („der heilige Fürst“) genannt.[2]
- Ferdinando II. Maria Tomasi (1697–1775), vierter Fürst von Lampedusa, ließ die bis dato fast unbewohnte Insel Lampedusa besiedeln.
- Sein Ururenkel Giulio IV. Tomasi (1815–1885), achter Fürst von Lampedusa, verkaufte die Insel Lampedusa 1839 an König Ferdinand II., der damit den Briten zuvorkam, die dort einen Flottenstützpunkt errichten wollten. Zu seinen Lebzeiten wurde das Feudalwesen in Sizilien abgeschafft. Giulio IV. Tomasi wurde als Don Fabrizio Corbera, Fürst von Salina zur Titelgestalt des Romans Il gattopardo seines Urenkels Giuseppe V. Tomasi di Lampedusa.
- Giuseppe V. Tomasi di Lampedusa (1896–1957), siehe oben.

## Wappen

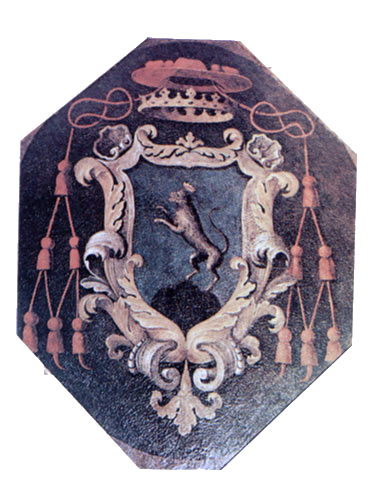
Familienwappen mit Bischofshut und Fürstenkrone

Blasonierung: Das Wappen zeigt in blau einen gold bekrönten goldenen Leoparden, der einen grünen Dreiberg emporschreitet.

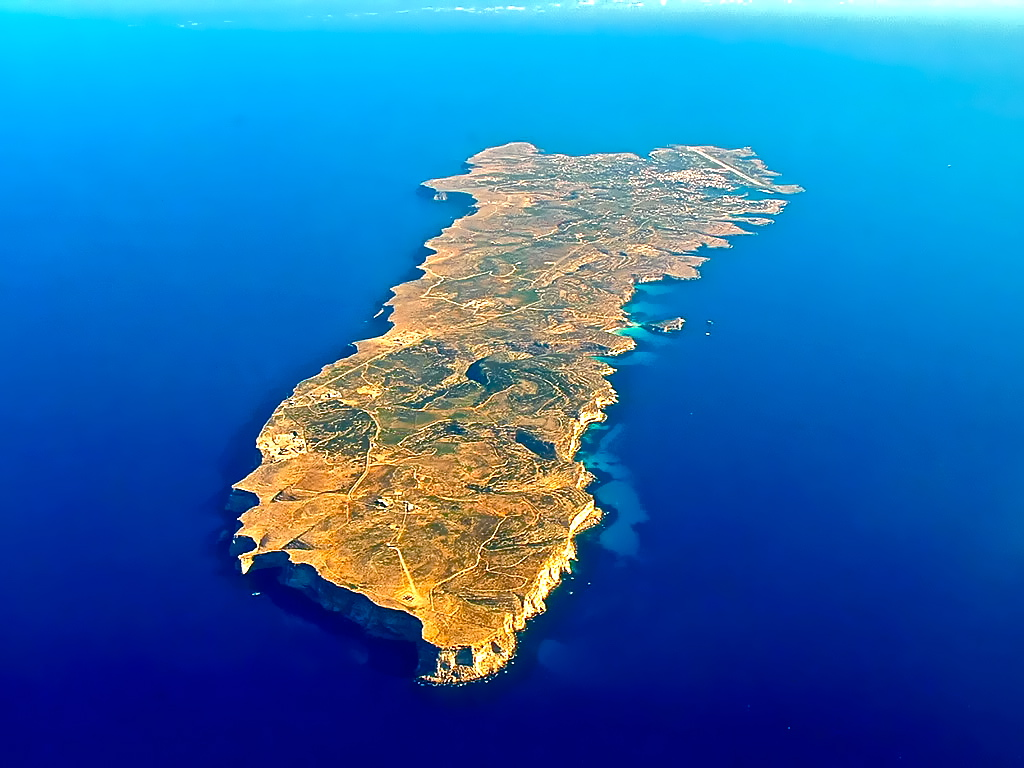
Insel Lampedusa (1583 bis 1839 im Besitz der Familie)
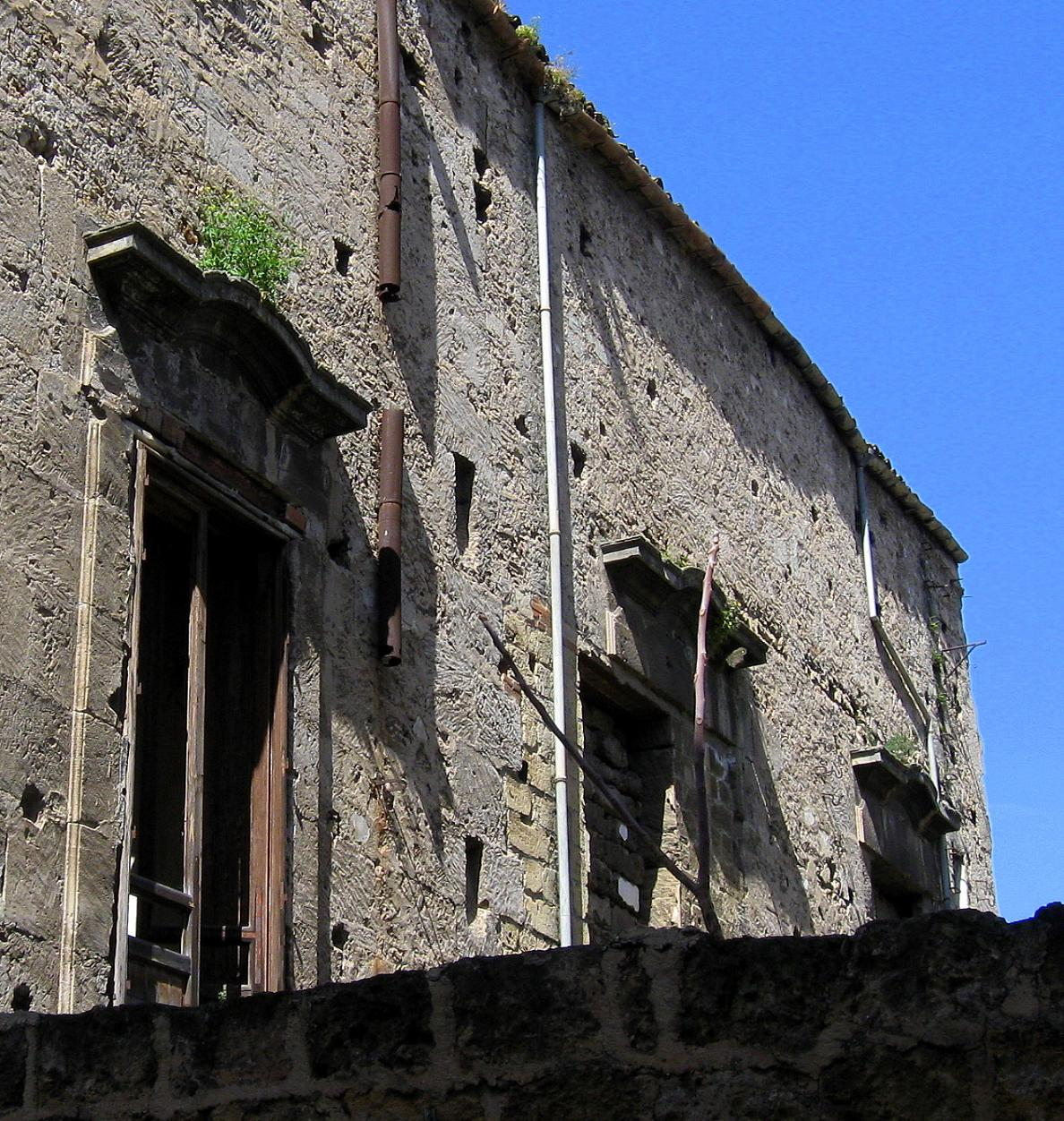
Ruine des Palazzo Tomasi di Lampedusa in Palermo (im Zweiten Weltkrieg zerbombt)